# Chrysanthemyia velutinifrons
Chrysanthemyia velutinifrons är en tvåvingeart som beskrevs av Becker 1912. Chrysanthemyia velutinifrons ingår i släktet Chrysanthemyia och familjen stilettflugor.
Artens utbredningsområde är Marocko. Inga underarter finns listade i Catalogue of Life.